# Aderus tamatuvensis
Aderus tamatuvensis é uma espécie de inseto besouro da família Aderidae. Foi descrita cientificamente por Maurice Pic em 1921.

## Distribuição geográfica
Habita em Madagascar.